# Bernhard Förster
Bernhard Förster (Delitzsch, 31 marzo 1843 – San Bernardino, 3 giugno 1889) è stato un insegnante tedesco.
Era cognato del filosofo tedesco Friedrich Nietzsche, avendone sposato la sorella Elisabeth.

## Biografia
Originariamente insegnante, divenne ad un certo punto un agitatore antisemita. Ve ne è prova, ad esempio, nei suoi scritti sulla questione ebraica, in cui descrive gli ebrei come "un parassita del corpo tedesco". Secondo Charles Bufe, 
Henry Louis Mencken suggeriva che Nietzsche si fosse rifiutato di partecipare al matrimonio della sorella a causa delle idee antigiudaiche di Förster.
Dopo il fallimentare esperimento della colonia di Nueva Germania, Förster si tolse la vita nella sua camera dell'Hotel del Lago in San Bernardino, Paraguay, assumendo una miscela di morfina e stricnina. Förster fu sepolto nel cimitero della città. Quando il nazismo acquistò popolarità in Paraguay attorno al 1930, Förster venne considerato un eroe. Nel 1934, Adolf Hitler ordinò un servizio funerario in sua memoria, facendo spargere terra tedesca sopra la sua tomba.

## Pubblicazioni
(DE) 
- Das Verhältniss des modernen Judenthums zur deutschen Kunst, Vortrag, Berlin 1881
- Der Vegetarismus als ein Theil der socialen Frage, Hannover 1882
- Parsifal-Nachklänge. Allerhand Gedanken über deutsche Cultur, Wissenschaft, Kunst, Gesellschaft von Mehreren empfunden, Leipzig 1883 (späterer Titel: Richard Wagner in seiner nationalen Bedeutung und seiner Wirkung auf das deutsche Culturleben)
- Deutsche Colonien in dem oberen Laplata-Gebiete mit besonderer Berücksichtigung von Paraguay. Ergebnisse eingehender Prüfungen, praktischer Arbeiten und Reisen, 1883-1885, Naumburg a. S. 1886
- Eine Schrift zum Andenken und zur Rechtfertigung, 1889
- Die deutsche Kolonie Neu-Germanien in Paraguay. Aufruf, Bedingungen und Rathschläge für Ansiedler. Nebst Karte der Kolonie. Leipzig 1887
- Elisabeth Förster-Nietzsche: Dr. Bernhard Försters Kolonie Neu-Germania in Paraguay. Berlin 1891